# Autoprevoz Čačak
Autoprevoz Čačak (code BELEX : APCA) est une entreprise serbe qui a son siège social à Čačak. Elle travaille dans le secteur des transports.
La société fait partie du groupe israélien Kavim.

## Histoire
Autoprevoz Čačak a été admise au marché non réglementé de la Bourse de Belgrade le 24 septembre 2007.

## Activités
Autoprevoz Čačak propose des autobus et des autocars desservant la ville Čačak et la reliant notamment aux municipalités de Lučani et d'Aranđelovac ; elle assure également un service de transport scolaire et un service de transport pour les ouvriers de certaines entreprises.

## Données boursières
Le 9 octobre 2013, l'action de Autoprevoz Čačak valait 740 RSD (6,47 EUR). Elle a connu son cours le plus élevé, soit 1 000 RSD (8,75 EUR), le 2 octobre 2007 et son cours le plus bas, soit 200 RSD (1,75 EUR), le 25 mars 2009.
Le capital de Autoprevoz Čačak est détenu à hauteur de 92,34 % par la société Kavim Ltd.